# Anna Ponomarenko
Anna Ponomarenko, alias Stefani, née en 1994 à Kharkiv en Ukraine, est une b-girl ukrainienne.
Stefani a choisi son nom de scène par admiration pour la chanteuse Gwen Stefani. En 2020 elle se rend en Grande-Bretagne, avec l'idée d'acquérir la nationalité britannique et de représenter ce pays aux Jeux olympiques de 2024. L'invasion de l'Ukraine par la Russie en 2022 la convainc de concourir pour son pays natal.

## Carrière
Stefani remporte une médaille d'argent aux Jeux européens en 2023 et une médaille d'argent aux championnats d'Europe de breakdance en 2023.
Elle participe aux Jeux olympiques d'été de 2024 à Paris.